# Luisa de Hesse-Darmstadt

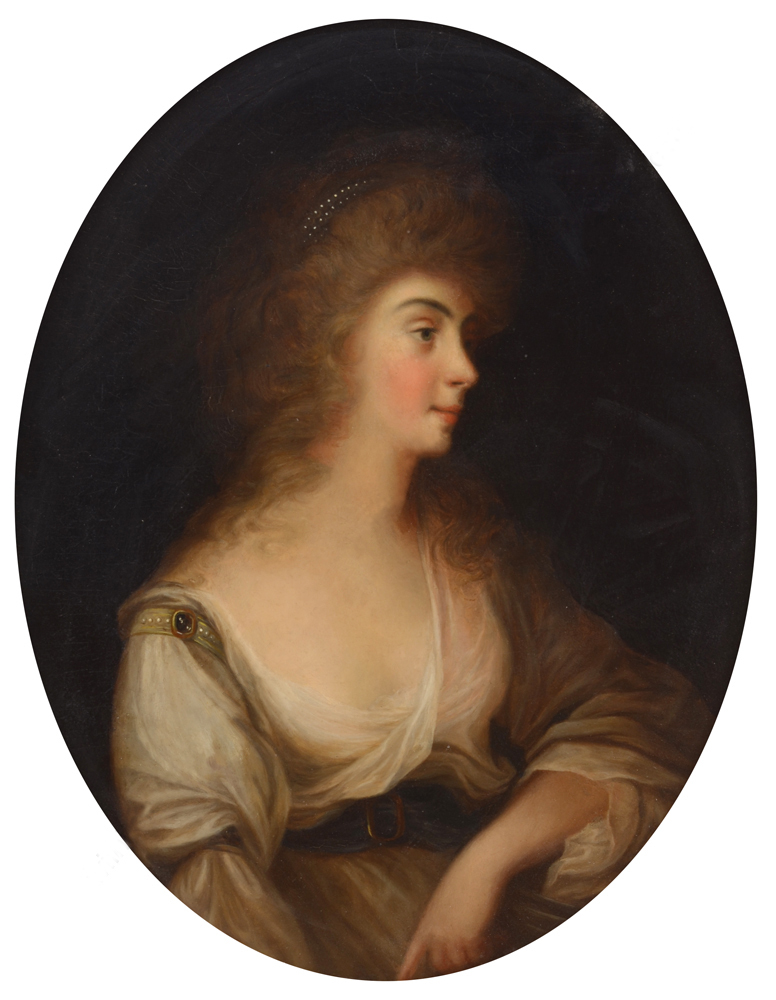
Otro retrato de Luisa por Johann Heinrich Schröder (c. 1790).

Luisa de Hesse-Darmstadt (en alemán, Luise von Hessen-Darmstadt; Darmstadt, 15 de febrero de 1761-Bensheim, 24 de octubre de 1829) fue la primera gran duquesa de Hesse y el Rin por matrimonio con el gran duque Luis I de Hesse y el Rin.

## Biografía
Luisa era hija del príncipe Jorge Guillermo de Hesse-Darmstadt (1722-1782) de su matrimonio con María Luisa Albertina de Leiningen-Falkenburg-Dagsburg (1729-1818), hija del conde Cristián Carlos Reinardo de Leiningen-Dagsburg-Falkenburg.
La princesa se encontraba en 1770 en el séquito de María Antonieta de Austria, mientras viajaban a Francia por su matrimonio. Luisa intercambió cartas con la reina francesa hasta 1792.
Luisa se casó el 19 de febrero de 1777, en Darmstadt, con su primo, el entonces príncipe heredero Luis de Hesse-Darmstadt (1753-1830). Su esposo gobernó Hesse-Darmstadt desde 1790 como landgrave Luis X, y desde 1806 como Luis I, gran duque de Hesse y el Rin.
Luisa pasó los meses de verano desde 1783 en el Parque Estatal Fürstenlager, y murió allí en 1829. Aquí siempre proporcionó caridad a la población de Auerbach. La gran duquesa fue descrita como afable y venerada por la nación. Johann Wolfgang von Goethe se hospedó en su corte, y Friedrich Schiller leyó su Don Carlos en su salón. Se dice que Napoleón Bonaparte prometió a la bella Luisa, a quien consideraba una de las mujeres más inteligentes de su época, que le daría una corona.
Luisenstraße y Luisenplatz, en Darmstadt, llevan el nombre de Luisa.

## Descendencia
Luisa y Luis I de Hesse-Darmstadt tuvieron ocho hijos:
1. Luis, más tarde gran duque Luis II de Hesse-Darmstadt (26 de diciembre de 1777-16 de junio de 1848), casado con Guillermina de Baden; con descendencia.
2. Luisa (16 de enero de 1779-18 de abril de 1811), casada con el príncipe Luis de Anhalt-Köthen; con descendencia.
3. Jorge (31 de agosto de 1780-17 de abril de 1856), casado morganáticamente con Carolina Török de Szendro (1786-1862), baronesa de Menden en 1804, condesa de Nidda en 1808, y princesa de Nidda en 1821. Divorciados en 1827, con descendencia.
4. Federico (14 de mayo de 1788-16 de marzo de 1867).
5. Dos hijas nacidas muertas (1789).
6. Emilio (3 de septiembre de 1790-30 de abril de 1856).
7. Gustavo (18 de diciembre de 1791-30 de enero de 1806).

## Títulos y tratamientos
Esta tabla aún no está actualizada. Puedes contribuir aportando información sobre títulos y tratamientos de esta persona.